# Winter Winds
Winter Winds is een nummer van de Britse folkband Mumford & Sons uit 2009. Het is de tweede single van hun debuutalbum Sigh No More.
De "Winter" in dit nummer is een metafoor voor eenzaamheid, aangezien de ik-figuur een meisje aan de haak geslagen heeft, terwijl hij zich eenzaam voelt. Hij wil van haar houden, maar weet niet zeker of het meisje is dezelfde gevoelens voor hem heeft, uit angst om alleen te zijn. "Winter Winds" werd een hit in het Verenigd Koninkrijk en België. In het Verenigd Koninkrijk bereikte het de 44e positie, en in de Vlaamse Ultratop 50 kwam het tot een 29e plek.